# Julian Glover (nhà báo)
Julian Glover OBE  là một nhà báo và nhà viết kịch người Anh, là Phó Tổng biên tập của London Evening Standard. Trước đây ông từng là cố vấn đặc biệt trong Bộ Giao thông vận tải Vương quốc Anh. Trước đây ông là người viết kịch bản chính cho Thủ tướng.  Glover viết cho tờ báo Anh The Guardian từ năm 2001 đến 2011 với tư cách là một nhà văn và nhà báo hàng đầu.
Vào ngày 7 tháng 10 năm 2011, có thông báo rằng ông đã được bổ nhiệm làm người viết bài chính cho Thủ tướng David Cameron.
Ông là đối tác dân sự của chuyên mục Times và cựu nghị sĩ Bảo thủ Matthew Parris từ năm 2006.
Ông chủ trì đánh giá các công viên quốc gia Anh và các Khu vực có vẻ đẹp tự nhiên nổi bật đã tạo ra một báo cáo vào tháng 9 năm 2019, có tiêu đề Landscapes Review và còn được gọi là Designated Landscapes Review và Glover Review. The Guardian tóm tắt báo cáo là "Các công viên quốc gia và khu vực có vẻ đẹp tự nhiên nổi bật đã không làm đủ để bảo vệ thiên nhiên hoặc chào đón nhiều du khách khác nhau và tài trợ thêm của chính phủ phải giúp thúc đẩy thay đổi căn bản".  Tuyên ngôn của Đảng Bảo thủ cho cuộc tổng tuyển cử Vương quốc Anh 2019 bao gồm dòng chữ "Chúng tôi hoan nghênh Đánh giá Glover và sẽ tạo ra Công viên Quốc gia và Khu vực có Vẻ đẹp Tự nhiên nổi bật mới, cũng như làm cho cảnh quan được yêu thích nhất của chúng tôi xanh hơn, hạnh phúc hơn, khỏe mạnh hơn và cởi mở hơn với tất cả mọi người."